# Четыре города

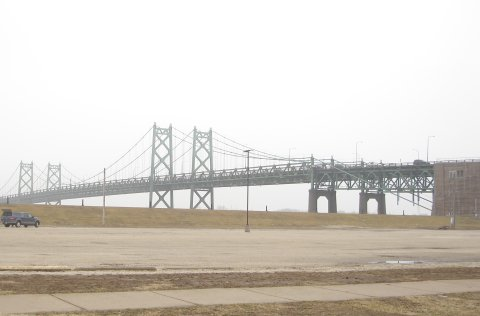
Мост через Миссисипи, соединяющий города Беттендорф (Айова) и Молин (Иллинойс)

Четы́ре го́рода (Квад-ситиз, Куод-ситиз, англ. Quad Cities) — городская агломерация в США на границе штатов Айова и Иллинойс на обоих берегах реки Миссисипи. Первоначально основными населёнными пунктами агломерации считались города Давенпорт (Айова), Рок-Айленд (Иллинойс) и Молин (Иллинойс), а сама агломерация называлась «Три города» (англ. Tri-Cities), с ростом города Ист-Молин (Иллинойс) в 1930-е годы утвердилось нынешнее название. В дальнейшем к наиболее крупным населённым пунктам агломерации добавился ещё Беттендорф (Айова), однако попытки утвердить в качестве более популярного названия региона «Пять городов» (англ. Quint Cities) не увенчались успехом.
Агломерация располагает собственным международным аэропортом Quad City International Airport (англ.), в ней выходит ежедневная газета Quad-City Times, с 1916 года выступает Симфонический оркестр Четырёх городов.
В 2012 году Квартет городов был награждёны премией «All-America City Award» (с англ. — «Всеамериканский город») присуждаемой Национальной гражданской лигой, которую неофициально называют «Нобелевской премией за конструктивное гражданство» и которая выдается за активную гражданскую позицию жителей некорпоративных сообществ Соединённых Штатов в жизни местного самоуправления. 